# Боббит, Джон и Лорена
Джон Уэйн Бо́ббит (англ. John Wayne Bobbitt, р. 24 марта 1967, Буффало, США) и Лоре́на Бо́ббит (урождённая и после развода — Га́льо, англ. Lorena Bobbitt (Gallo), р. 31 октября 1970, Букай, Эквадор) — американская супружеская пара из Манассаса, штат Виргиния, США, получившая всемирную известность после того, как в 1993 году Лорена в ответ на домашнее насилие со стороны Джона отрезала ему ножом половой член. Пенис Боббита был пришит (реплантирован) на место в ходе хирургической операции. И Джон, и Лорена предстали перед судом по обвинению в насилии друг против друга, но были оправданы.

## Инцидент
Джон и Лорена поженились в 1989 году, когда невесте было 18 лет. Инцидент произошёл 23 июня 1993 года. Джон вернулся домой ночью пьяным. Согласно показаниям Лорены в суде, он её изнасиловал (суд не поддержал это обвинение и оправдал Джона). Лорена пошла на кухню попить воды, взяла разделочный нож, в состоянии аффекта зашла в комнату, где спал пьяный муж, и отрезала ему почти половину члена. Затем она оставила раненого супруга в квартире, вышла на улицу, неся его член в руке, села в машину, выехала в поле и выбросила член из окна автомобиля. После этого Лорена поняла серьёзность произошедшего и вызвала службу спасения 9-1-1. Спасатели приступили к поисковым работам, нашли пенис Джона, положили в лёд и отвезли в больницу, куда Боббита уже успели госпитализировать.
В половом члене находится большой кровеносный сосуд, и, если срочно не оказать помощь, возможна смерть от кровопотери. Джону повезло: из-за тромба кровопотеря была небольшой, и он выжил. В ходе операции, продолжавшейся девять с половиной часов, хирурги Джеймс Сен и Дэвид Берман успешно пришили пенис на место.

## Суд
Лорена была арестована и заявила полиции при аресте следующее: «У него всегда бывает оргазм, а моего оргазма он не ждёт. Он эгоист!» На суде Лорена дала иные показания: что муж неоднократно её избивал, насиловал и унижал морально, заставил сделать аборт. Адвокаты утверждали, что их подзащитная пыталась кастрировать мужа в состоянии посттравматического стрессового расстройства. Во время перекрёстного допроса Джон давал путаные показания, опровергаемые установленными фактами, что облегчило задачу защите: Лорена была признана невменяемой и действовавшей в состоянии аффекта. Подсудимая была оправдана, но ей было предписано пройти лечение. Джон был, в свою очередь, оправдан по обвинению в изнасиловании (иные не предъявлялись).
В 1995 году Боббиты развелись.

## Дальнейшая история
После суда и развода Джон, нуждавшийся в деньгах для оплаты операции и адвокатов, всячески пытался эксплуатировать свою известность. Он создал группу «Отрезанные части тела», не имевшую успеха, затем снялся в порнофильмах «Джон Уэйн Боббит: Необрезанная версия» и «Франкенпенис». Затем он участвовал в ток-шоу, работал в Лас-Вегасе барменом и водителем. Он по-прежнему привлекал внимание правоохранительных органов, в том числе и за инциденты, связанные с семейным насилием. Уже в 1994 году, ещё не разведясь с Лореной, он был осуждён на 15 суток за избиение бывшей невесты, а в 1999 году был осуждён на пять лет условно и 100 часов общественных работ за участие в ограблении магазина одежды в Неваде; с него было взыскано 5 тысяч долларов ущерба. Затем Боббит привлекался по трём эпизодам насилия в отношении своей третьей жены (2004, 2006).
В отличие от бывшего мужа, Лорена первое время не искала популярности. Она вернула девичью фамилию Гальо и крайне редко давала интервью прессе. Но и она не избежала новых проблем с законом, связанных с семейным насилием: в 1997 году ей было предъявлено обвинение в нападении на собственную мать, но её оправдали. В 2000-х годах Лорена тоже стала появляться в ток-шоу, в том числе в «Шоу Опры Уинфри», и основала организацию по борьбе с семейным насилием.
В мае 2009 года бывшие супруги впервые появились вместе на экране в ток-шоу «Инсайдер»: это была их первая встреча после развода. Лорена заявила, что Джон по-прежнему присылает ей открытки каждый День святого Валентина.

## В обществе и культуре
Дело Боббитов привлекло общественное внимание к проблеме изнасилования в браке и домашнего насилия в целом, а также к праву женщины на самооборону. Феминистское движение в США оказало значительную поддержку Лорене.
У Лорены появились подражательницы, также отрезавшие член мужьям или пытавшиеся это сделать (феномен «копирования преступления»).
Фамилия «Боббит» стала нарицательной: появился глагол to bobbit, означающий «отрезать член» или просто «резать, кромсать», выражения «боббитизированное наказание» или «процедура Боббит». От этого глагола образовалось разговорное название хищного морского многощетинкового червя Eunice aphroditois, прославившегося как безжалостный убийца с мощными челюстями — «bobbit worm» («боббитов червь»).
Появились многочисленные футболки с надписями, лимерики, анекдоты, вроде: «Вы знаете, что Лорена попала в автокатастрофу? Какой-то хрен её подрезал!»
Инцидент стал одним из источников вдохновения для рэпперов R. A. The Rugged Man и The Notorious B.I.G., вместе записавших ироничную композицию «Cunt Renaissance», являющуюся своеобразным «мужским» ответом на подобные случаи в обществе.
Джон Боббит упоминается в диалоге морпехов в 5 серии сериала «Поколение убийц».